# Ljudmila Djakovska
Ljudmila Ljubomirova Djakovska, detta Lucy (in bulgaro Людмила Любомирова Дяковска?; Pleven, 2 aprile 1976), è una cantante bulgara, balzata al successo come componente del girl group No Angels.

## Biografia
Lucy è la prima di due figli di Ljubomir Djakovski, un cantante d'opera e Rositza Djakovska, una pianista.
Suo fratello Alexander, è un giocatore professionista di basket. Suo nonno è stato un famoso musicista folk bulgaro.
A sei anni inizia ad esibirsi in diversi spettacolari del teatro cittadino e negli anni successivi impara da autodidatta a cantare e ballare.
Dopo aver completato il liceo, nel 1995 Lucy decide di trasferirsi in Germania ed iscriversi alla Stage School of Music, Dance and Drama di Amburgo. Nello stesso periodo lavora come assistente nel musical Buddy e un po' più tardi riesce ad ottenere una parte nel cast.

## No Angels
Nel 2000 Lucy tenta di entrare nel mondo della musica e decide di partecipare alle audizioni del reality show Popstars. Entra in competizione con altre migliaia di donne, e impressiona la giuria formata da Simone Angel, Rainer Moslener e Mario M. Mendryzcki con una personale versione di River deep, mountain high di Tina Turner. Raggiunge le finali con altre dieci ragazze e nel novembre 2000 la giuria la sceglie per far parte delle No Angels.
Nei quattro mesi successivi la Cheyenne Records, casa discografica del gruppo, studia il look e il sound delle ragazze e nell'aprile 2001 viene pubblicato il singolo di debutto Daylight in your eyes, contenuto nel primo album Elle'ments. Sia il singolo che l'album registrano un successo inaspettato, entrambi raggiungono la vetta della classifiche tedesche, austriache e svizzere.
Nei due anni successivi il gruppo realizza altri due album (Now...Us! e Pure) e un album swing di successo (When the angels swing). Dei dodici singoli estratti, quattro raggiungono la numero 1 e altri 10 la top ten, rendendo le No Angels, la girlband più popolare della loro era, con oltre 5 milioni di dischi venduti.
Il 5 settembre 2003 la band annuncia lo scioglimento e le componenti proseguono tutte la carriera solista, in tv, nel teatro e nel cinema. L'uscita della raccolta The Best of No Angels segna la fine della carriera del gruppo.
Dopo quattro anni, nel gennaio 2007, è annunciata la riunione della band alla quale però non prende parte Vanessa. I risultati di vendita dell'album Destiny e dei singoli estratti non sono paragonabili a quelli dei primi anni 2000 tuttavia il gruppo riesce a riportare discreti successi nelle classifiche di vendita. Nel maggio 2008 il gruppo rappresenta la Germania all'Eurofestival 2008 con il brano Disappear.

## Carriera solista
Subito dopo lo scioglimento delle No Angels, Lucy torna al suo primo amore, il musical, partecipando a Cats e nuovamente a Buddy. Successivamente fonda la Schmanky Records, realizza e produce tre singoli (Where, The other side e Misunderstood) e l'album The other side, con lo pseudonimo Lucylicious.
Inoltre partecipa come ospite a diversi programmi tv, tra i quali Shibuya, un programma musicale trasmesso dal canale Viva.tv e in qualità di giurata a Music Idol e Starmania, rispettivamente la versione Bulgaria e austriaca del programma Pop Idol.

## Discografia

### Da solista

#### Album in studio
- 2005 – The Other Side

#### Singoli
- 2004 – Where

### No Angels
- 2001 – Elle'ments
- 2002 – Now... Us!
- 2003 – Pure
- 2007 – Destiny
- 2009 – Welcome to the Dance
- 2021 – 20